# Klaus Merz
Klaus Merz (Aarau, Argovia, 3 de octubre de 1945-) es un poeta suizo ganador del Premio Gottfried Keller de 2004. Actualmente reside en Unterkulm.

## Obra
- Mit gesammelter Blindheit. Gedichte. St.Gallen: Tschudy, 1967
- Geschiebe mein Land. Gedichte. Aarau: Sauerländer, 1969
- Vier Vorwände ergeben kein Haus. Gedichte. Zürich: Artemis, 1972
- Obligatorische Übung. Geschichten. Aarau: Sauerländer, 1975
- Latentes Material. Erzählungen. Aarau: Sauerländer, 1978
- Der Entwurf. Erzählung. München: Autoren-Edition im Athenäum-Verlag, 1982
- Landleben. Geschichten. Zürich: Howeg, 1982
- Bootsvermietung. Prosa, Gedichte. Zürich: Howeg, 1985
- Tremolo Trümmer. Erzählungen. Zürich: Ammann, 1988
- Nachricht vom aufrechten Gang. Prosa, Gedichte. Zürich: Howeg, 1991
- Am Fuss des Kamels. Geschichten und Zwischengeschichten. Innsbruck: Haymon, 1994
- Kurze Durchsage. Gedichte und Prosa. Innsbruck: Haymon, 1995
- Jakob schläft. Eigentlich ein Roman. Innsbruck: Haymon, 1997
- Kommen Sie mit mir ans Meer, Fräulein? Innsbruck: Haymon, 1998
- Garn. Prosa und Gedichte. Innsbruck: Haymon, 2000
- Adams Kostüm. Drei Erzählungen. Innsbruck: Haymon, 2001
- Das Turnier der Bleistiftritter. Achtzehn Begegnungen. Innsbruck: Haymon, 2003
- Die Tiere ziehen los! Kinderbuch. Zürich: Atlantis Kinderbücher, 2003
- Löwen Löwen. Innsbruck: Haymon, 2004
- LOS. Eine Erzählung. Innsbruck: Haymon, 2005
- 8 Gedichte zu "Museum", publiziert in "Uwe Wittwer - Geblendet / Dazzled". Heidelberg: Kehrer, 2005
- Der Argentinier. Novelle. Innsbruck: Haymon, 2009, traducción española: El Argentino. Buenos Aires: Bajo la luna, 2011